# Али Фарах, Кристина
Кристина Али Фарах (итал. Cristina Ali Farah; род. 29 мая 1973, Верона) — итальянская писательница сомалийского происхождения.

## Биография
Отец — сомалиец, мать — итальянка. Кристина выросла в Могадишо, училась там в итальянской школе, пока не началась Гражданская война. Семья спешно переехала в Печ в Венгрии, а затем в Верону, откуда перебралась в Рим. Окончила Римский университет Ла Сапиенца по итальянистике (2001). Активно участвует в образовательных и исследовательских проектах, связанных с проблемами адаптации иммигрантов и постколониальной культуры, интеркультуры или литературы так называемого второго поколения иммигрантов, выступала с докладами по этой тематике в университетах Италии (Рим, Мантуя, Милан) и США (Брауновский университет, Колумбийский университет). Работала оператором в двух игровых и образовательных центрах для детей и подростков в фавеле Сапопемба в Сан-Паулу, Бразилия. Работает как журналист, публикуется в итальянских газетах и журналах Repubblica, l’Europeo, Carta, Liberazione и др.
Живет в Риме.

## Творчество
Её стихи и проза печатались в журналах Nuovi Argomenti, Quaderni del 900, Pagine, Caffè, включены в антологии поэзии и прозы мигрантов в Италии Anime in viaggio: la nuova mappa dei popoli (Roma, 2001), Allattati dalla lupa: scritture migranti (Roma, 2005), Ai confini del verso: Poesia della migrazione in italiano (Firenze, 2006), A New Map: The poetry of Migrant Writers in Italy (Los Angeles, 2007), Sogni di sabbia: storie di migranti (Castel Gandolfo, 2009), Incontrarsi: racconti di donne migranti e native (Roma, 2012).
В 2006 в рамках Международной книжной ярмарки в Турине Кристина Али Фарах была объявлена победительницей Национального литературного конкурса Италии «Lingua Madre» («Родной язык»). В 2007 она опубликовала первый роман.

## Книги
- Маленькая мать/ Madre piccola, Frassinelli, 2007 (, премия Элио Витторини; голл. пер.: Amsterdam, 2008, англ. пер.: Bloomington, 2011).